# 石三畏
石三畏（？—？），字子知，號欽承，回族，直隸交河（今河北泊頭）人，明朝政治人物，同進士出身。

## 生平
萬曆四十六年戊午科举人，四十七年（1619年）登己未科進士。歷任山東曹縣、文登縣知縣，為人徇私納賄，以貪財著稱。御史陳九疇薦入京城遞補，吏部尚書趙南星卑視其人，僅授王府長史職。
後依附魏忠賢，成為“十孩儿”之一。官至陕西道御史，立即上疏攻擊趙南星及李三才、顾宪成、孙丕扬、曹于汴、汤兆京、王宗贤、張問達、王圖、胡忻、王元翰、王淑抃、王允成、涂一榛、王象春等十五人，“锻成杨、左之狱，咆哮特甚”。後因醉酒時下令伶人演出《刘瑾酗酒》一剧，魏良卿將此事回報，忠賢大怒，削其職。忠賢死後，石三畏反以此为功，官復原職，又被揭發真相，再被削职。

## 家族
曾祖石雨，寿官。祖石敏周。父石朝。

## 延伸阅读
[在维基数据编辑]
 《明史卷三百〇六》，出自《明史》